# قائمة التعداد الديني
| حجم المجموعات الدينية الرئيسية بتقدير تقريبي 2020 | حجم المجموعات الدينية الرئيسية بتقدير تقريبي 2020 | حجم المجموعات الدينية الرئيسية بتقدير تقريبي 2020 | حجم المجموعات الدينية الرئيسية بتقدير تقريبي 2020 | حجم المجموعات الدينية الرئيسية بتقدير تقريبي 2020 |
| ------------------------------------------------- | ------------------------------------------------- | ------------------------------------------------- | ------------------------------------------------- | ------------------------------------------------- |
| الديانة                                           | الديانة                                           |                                                   | النسبة                                            | النسبة                                            |
| المسيحية                                          | المسيحية                                          |                                                   | 31.1%                                             | 31.1%                                             |
| الإسلام                                           | الإسلام                                           |                                                   | 24.9%                                             | 24.9%                                             |
| غير منتسبين                                       | غير منتسبين                                       |                                                   | 15.6%                                             | 15.6%                                             |
| الهندوسية                                         | الهندوسية                                         |                                                   | 15.2%                                             | 15.2%                                             |
| البوذية                                           | البوذية                                           |                                                   | 6.6%                                              | 6.6%                                              |
| ديانات شعبية                                      | ديانات شعبية                                      |                                                   | 5.6%                                              | 5.6%                                              |
| أخرى                                              | أخرى                                              |                                                   | 0.8%                                              | 0.8%                                              |
| اليهودية                                          | اليهودية                                          |                                                   | 0.2%                                              | 0.2%                                              |
| مركز بيو للأبحاث، 2020                            |                                                   |                                                   |                                                   |                                                   |

يقول موقع Adherents.com أن التقديرات تقريبية وموضوعة لغرض ترتيب المجموعات، وأن أعدادها ليست قاطعة.
| الديانة                                   | الاتباع   |
| ----------------------------------------- | --------- |
| الإسلام                                   | 2.3 مليار |
| المسيحية                                  | 1.8 مليار |
| الهندوسية                                 | 1.3 مليار |
| لادينية/لاأدرية/إلحاد                     | 1.3 مليار |
| البوذية                                   | 520 مليون |
| الديانة الشعبية الصينية                   | 400 مليون |
| ديانات عرقية باستثناء بعض الفئات المستقلة | 300 مليون |
| الديانات الأفريقية التقليدية              | 100 مليون |
| سيخية                                     | 25 مليون  |
| زوتشية                                    | 20 مليون  |
| روحانية (تيار ديني)                       | 20 مليون  |
| اليهودية                                  | 15 مليون  |
| بهائية                                    | 7 مليون   |
| جاينية                                    | 4.2 مليون |
| شنتو                                      | 4 مليون   |
| كاو دائية                                 | 4 مليون   |
| زرادشتية                                  | 2.6 مليون |
| تنريكيوية                                 | 2 مليون   |
| وثنية جديدة                               | 1 مليون   |
| توحيدية عالمية                            | 800٬000   |
| راستافارية                                | 600٬000   |
| المجموع                                   | 8.1 مليار |

## بواسطة النسب

### المسيحيين
الدول صاحبة أكبر نسبة للديانة المسيحية من المسيحية حسب دول العالم (اعتبارًا من 2010):

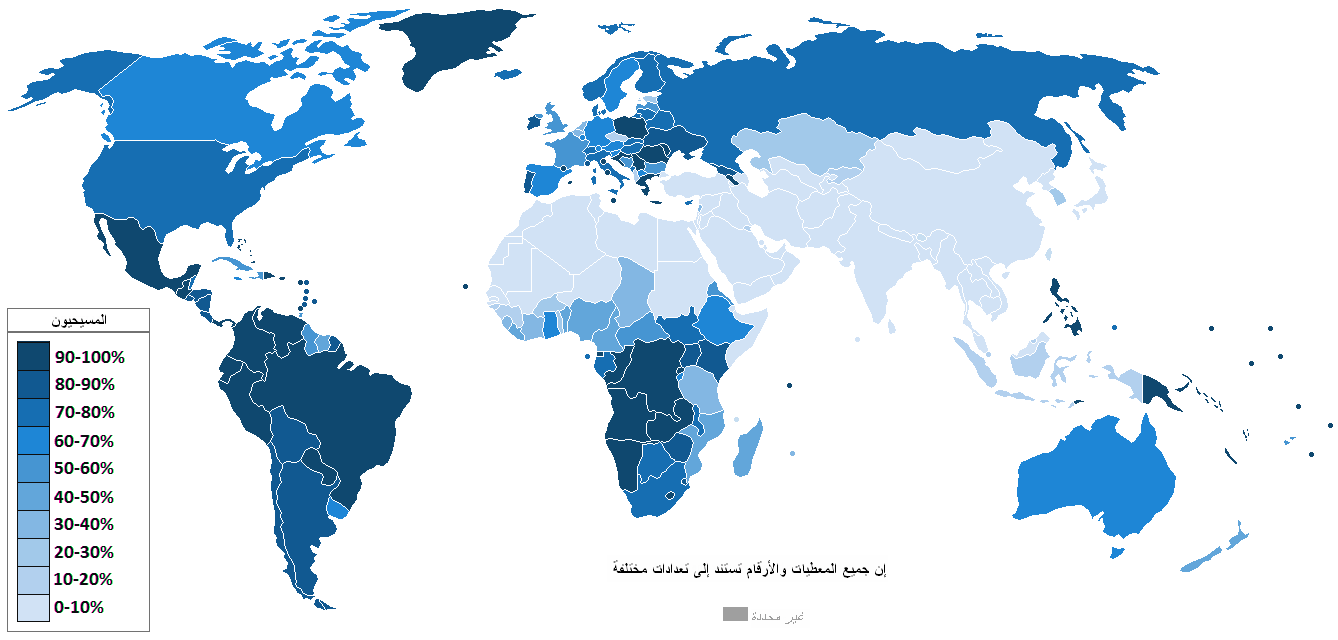
مسيحية – النسبة حسب الدول

1. الفاتيكان 100%
2. جزر بيتكيرن 100% (100% السبتية)[5]
3. ساموا ~99%[6]
4. رومانيا 99%[7]
5. ساموا الأمريكية 98.3%[8]
6. مالطا 98.1%[9] (أغلبهم رومان كاثوليك)
7. فنزويلا 98%[10] (96% رومان كاثوليك)
8. اليونان 98% [11] (95% أرثوذكسية شرقية)
9. جزر مارشال 97.2%[12]
10. تونغا 97.2%[13]
11. سان مارينو 97%[14] (~97% رومان كاثوليك)
12. باراغواي 96.9%[15] (أغلبهم رومان كاثوليك)
13. بيرو 96.5%[16] (أغلبهم رومان كاثوليك)
14. السلفادور 96.4%[17]
15. كيريباتي 96%[18]
16. ولايات ميكرونيسيا المتحدة ~96%[19]
17. باربادوس 95.1%[20]
18. بابوا غينيا الجديدة 94.8%[21]
19. تيمور الشرقية 94.2%[22][23]
20. أرمينيا 93.5%[24] (أغلبهم أرمن أرثوذكس)

### المسلمين
الدول صاحبة أكبر نسبة من المسلمين من الإسلام حسب البلد (اعتبارًا من 2010) (الأرقام بإستثناء العمال الأجانب):

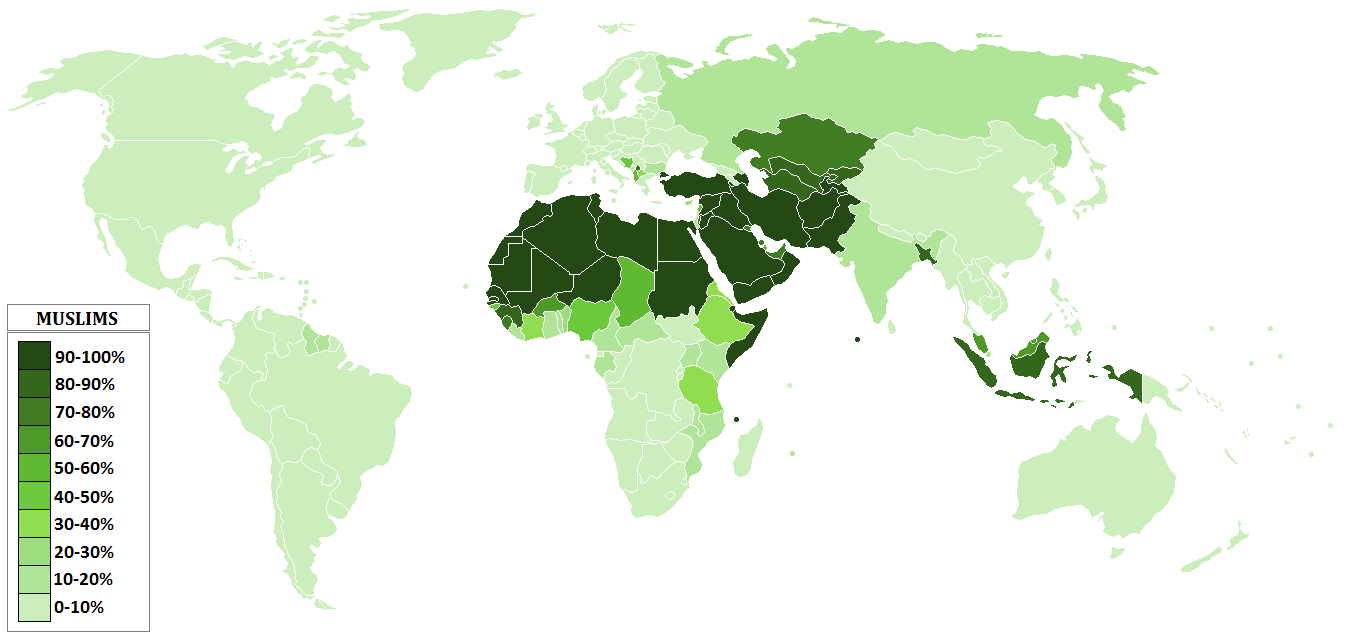
الإسلام– النسبة حسب الدول

٦٠٪ اباضيةو ٣٠٪ سنة
1. السعودية 100 %[25] (90–95% سنة, 5–10% شيعة[26])
2. جزر المالديف 100% (أغلبهم من السنة)[27]
3. موريتانيا 100% (أغلبهم من السنة)
4. تركيا 99.8% (أغلبهم من السنة)
5. الصومال 99.8% (أغلبهم من السنة)[28]
6. أفغانستان ~99%[29] (أغلبهم من السنة, 20% شيعة)[30]
7. اليمن 99.1% (99.9%) (65–70% سنة, 30–35% شيعة)
8. المغرب 98.7% (أغلبهم من السنة)
9. الجزائر 98.3%[31] (أغلبهم من السنة)
10. إيران 98% (أغلبهم من الشيعة)[32]
11. تونس 98% (أغلبهم من السنة)
12. جزر القمر 98% (أغلبهم من السنة)[33]
13. السودان 97%[34] (أغلبهم من السنة)
14. ليبيا 96.6% (99%)[35] (سنة)
15. باكستان 96.4%[36] (85–90% سنة, 10–15% شيعة)[37]
16. العراق 95% (60–65% شيعة, 33–40% سنة)
17. جيبوتي 94% (أغلبهم من السنة)[38]
18. النيجر 93% (أغلبهم من السنة)[39]
19. بنغلاديش 89.4% (سنة)[40]
20. مصر 89.3% (سنة)[41]

### بوذيين
الدول صاحبة أكبر نسبة من البوذيين من البوذية حسب البلد (اعتبارًا من 2010):

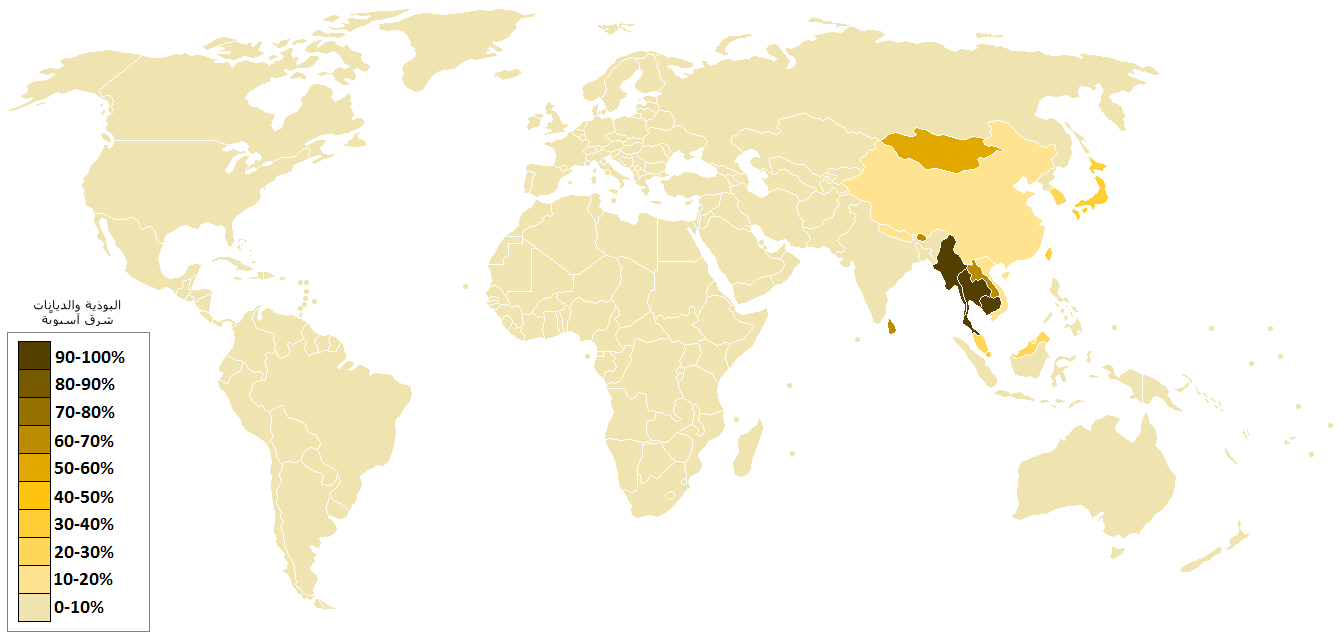
البوذية – النسبة حسب البلد

1. كمبوديا 96.9%
2. تايلاند 93.2%
3. بورما 80.1%
4. سريلانكا 69.3%
5. اليابان 36.2%
6. كوريا الجنوبية 22.9%
7. الصين 18.2%
8. ماليزيا 17.7%
9. فيتنام 16.4%
10. الهند 0.8%

### الهندوس
الدول صاحبة أكبر نسبة من هندوس من هندوسية حسب البلد (اعتبارًا من 2010):

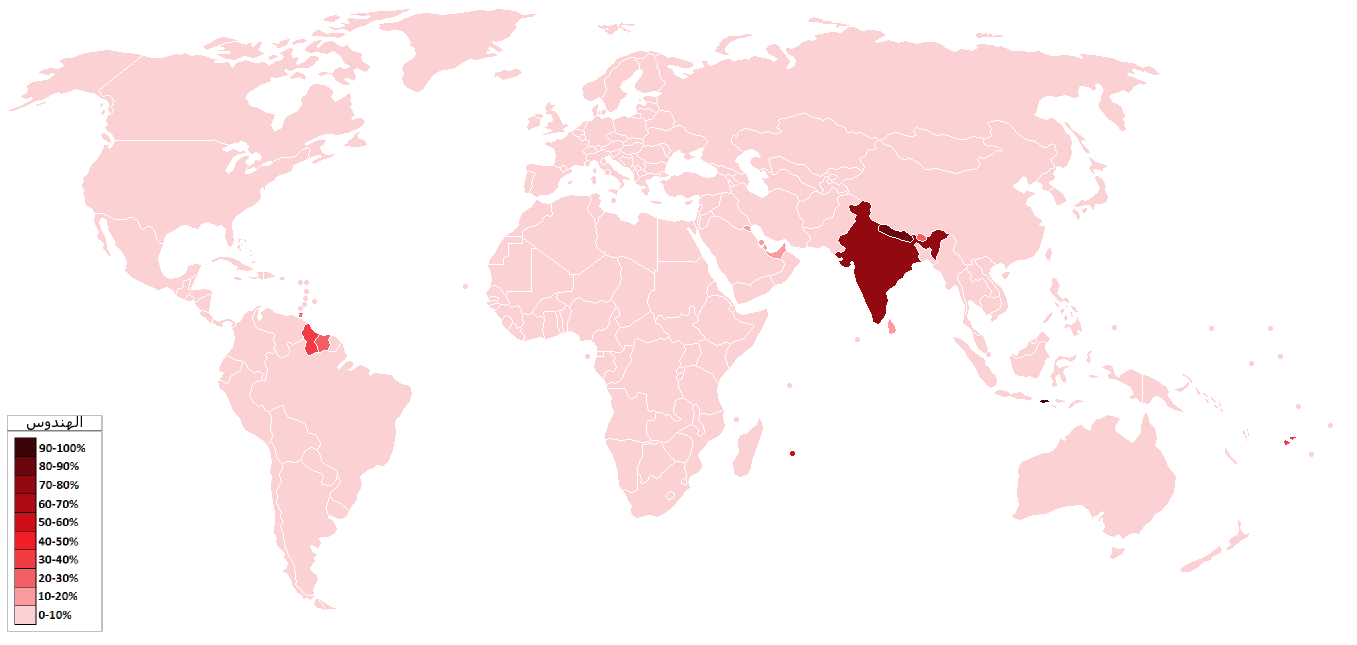
الهندوسية– النسبة حسب البلد

1. النيبال 81.3%[46]
2. الهند 80.5%[47]
3. موريشيوس 54%[48]
4. فيجي 33.7%[49]
5. غيانا 28%[50]
6. بوتان 25%[51]
7. سورينام 20%[52]
8. ترينيداد وتوباغو 18.2%[53]
9. الإمارات العربية المتحدة 15%[54]
10. سريلانكا 12.6%[55]
11. الكويت 12%[56]
12. بنغلاديش 9.6%[57]
13. البحرين 8.1%[58]
14. لا ريونيون 6.7%[59]
15. ماليزيا 6.3%[60]
16. سنغافورة 5.1%
17. عمان 3%[61]
18. سيشل 2.1%[62]
19. باكستان 1.8%[63]
20. إندونيسيا 1.69%[64]

### الشعوب الأصلية
كل المعلومات التالية واردة من تقارير وزارة الخارجية الأمريكية لعام 2009 والمتعلقة بحريات الأديان, المعلومات المتعلقة بالسكان الأصليين توقيفية على طبيعة تلك الديانات. بالتالي قد لا تعكس الأعداد الفعلية للممارسين.
1. هايتي 50%[66]
2. غينيا بيساو 50%
3. الكاميرون 40%
4. توغو 33%[67]
5. ساحل العاج 25%
6. السودان 25%[68]
7. بنين 23%
8. بوروندي 20%
9. فلبين 16%[69]
10. بوركينا فاسو 15%
11. نيوزيلندا 15%[70]
12. جنوب أفريقيا 15%[71]
13. جمهورية الكونغو الديمقراطية 12%
14. جمهورية أفريقيا الوسطى 10%
15. الغابون 10%
16. ليسوتو 10%
17. نيجيريا 10%
18. سيراليون 10%[72]
19. إندونيسيا 9%[73]
20. كينيا 9%
21. بالاو 9%[74]
22. غانا 8.5%
23. غينيا 5%

### اليهود

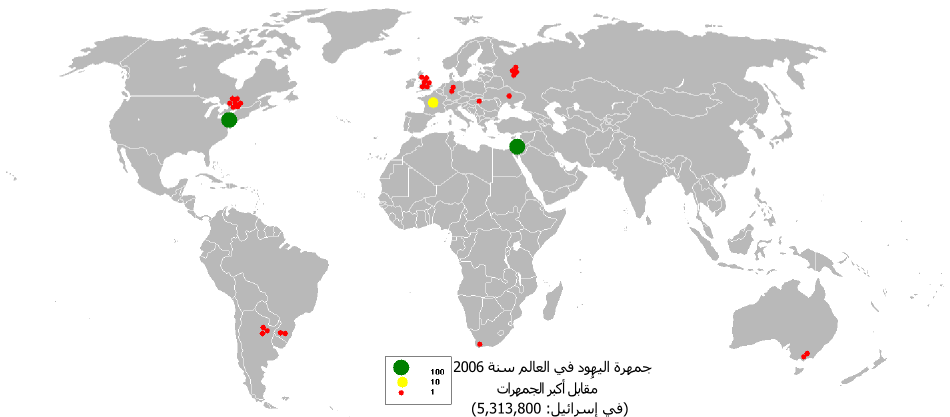
اليهودية حسب دول العالم, 2006.

الدول صاحبة أكبر نسبة من اليهود (اعتبارًا من 2010):
1. إسرائيل 75.4%[75]
2. فلسطين 12–14% [76]
3. موناكو 2.9%[77]
4. الولايات المتحدة 2.1%[78]
5. جبل طارق 2.1%
6. جزر كايمان 1.71%[79]
7. جزر الأنتيل الهولندية^ 1.3%
8. كندا 1.1%
9. فرنسا 0.75%[80]
10. الأرجنتين 0.62%[81]
11. أوروغواي 0.5%[82]
12. أستراليا 0.5%
13. المجر 0.45%[83]
14. الجزر العذراء الأمريكية 0.45%[83]
15. لاتفيا 0.3%[83]
16. ألمانيا 0.25%[84]
17. هولندا 0.2%[85]
18. نيوزيلندا 0.17%[83]
19. أوكرانيا 0.16%[83]
20. روسيا 0.09%[86]

### البهائيين
الدول صاحبة أكبر نسبة من البهائيين (اعتبارًا من 2010) من تعداد السكان الاصليين ≥200,000:
1. بليز 2.5%
2. بوليفيا 2.2%
3. زامبيا 1.8%
4. موريشيوس 1.8%
5. غيانا 1.6%
6. فانواتو 1.4%
7. باربادوس 1.2%
8. ترينيداد وتوباغو 1.2%
9. بنما 1.2%
10. كينيا 1.0%
11. ليسوتو 0.9%
12. بابوا غينيا الجديدة 0.9%
13. ريونيون 0.9%
14. تشاد 0.9%
15. بوتسوانا 0.8%
16. غامبيا 0.8%
17. سورينام 0.8%
18. جمهورية الكونغو 0.6%
19. جزر سليمان 0.6%
20. فنزويلا 0.6%

### اللادينيين والملحدين

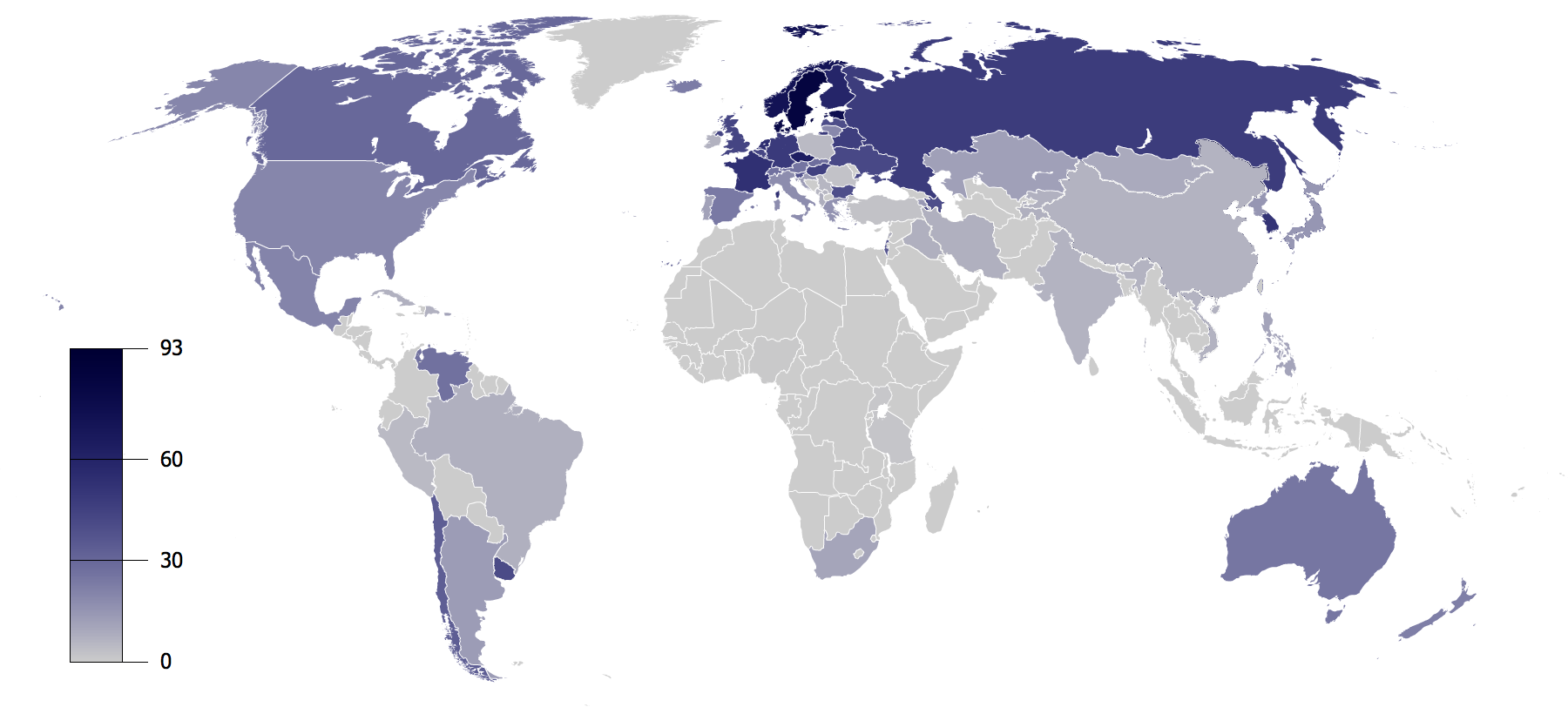
تعداد الادينيين حول العالم حسب النسبة, معهد دنتوس (2006) وZuckerman (2005)

الدول صاحبة أكبر نسبة من الناس الغير منتمين لأي ديانة (بالإضافة إلى الاأدريين والملحدين) من لادينيين حسب البلد (اعتبارًا من 2007): 
1. إستونيا 71–82% (76.5%)
2. اليابان 64–88% (76%)[88]
3. الدنمارك 72%
4. السويد 46–82% (64%)
5. فيتنام 44–81% (62.5%)
6. ماكاو 60.9%[89]
7. جمهورية التشيك 54–61% (57.5%)
8. هونغ كونغ 57%[90]
9. فرنسا 43–64%[91] (53.5%)
10. النرويج 31–72% (51.5%)
11. الصين 47%
12. هولندا 39–55% (47%)
13. فنلندا 28–60% (44%)
14. المملكة المتحدة 31–52% (41.5%)[91] (25% بريطانيا وويلز)[92]
15. كوريا الجنوبية 30–52% (41%)
16. ألمانيا 25[84]–55%[93] (40%)
17. المجر 32–46% (39%)
18. بلجيكا 42–43% (38.75%)
19. بلغاريا 34–40% (37%)
20. سلوفينيا 35–38% (36.5%)
21. نيوزيلندا 34.7%[94]
22. روسيا[95] 13–48% (30.5%)

### السيخ
الدول صاحبة أكبر نسبة من السيخ:
1. الهند 1.9%
2. المملكة المتحدة 1.2%[96][97]
3. كندا 0.9%[98]
4. ماليزيا 0.5%[99]
5. فيجي 0.3%[100]
6. سنغافورة 0.3%[101][102]
7. الولايات المتحدة 0.2%[103][104]
8. نيوزيلندا 0.2%[105]
9. أستراليا 0.1%[106][107]
10. إيطاليا 0.1%[108]

الموطن الأصلي للسيخ هي ولاية البنجاب في الهند، ويشكلون اليوم ما يقارب 61% من السكان. ويعتبر إقليم البنجاب هو المكان الوحيد الذي يشكل السيخ فيه غالبية.

### الطاويين / كونفوشسيون / الديانة التقليدية الصينية
الممارسة الروحية جعلت الديانة الطاوية أقل نجاحاً من البوذية والهندوسية. وتعتبر هذه الديانات غير منتشرة في أنحاء العالم بالطريقة التي تنتشر فيها الديانات الكبرى، وتعتبر حتى الآن ديانة عرقية في المقام الأول. ومع ذلك فإن أفكار الديانة الطاوية ورموزها، مثل تاجيتو، نالت شعبية كبيرة في أنحاء العالم من خلال تاي تشي تشوان (كيغونغ) وأيضاً من خلال مختلف أنواع فنون الدفاع عن النفس .
1. تايوان 33–80%[110]
2. الصين 30%[111]
3. هونغ كونغ 28%[90]
4. ماكاو 13.9%[89]
5. سنغافورة 8.5%[112]
6. ماليزيا 2.6%[113]
7. كوريا الجنوبية 0.2–1%[114]
8. فيتنام
9. فلبين 0.01–0.05%

يتبع الديانة الصينية التقليدية حوالي 184000 مؤمن في أمريكا الاتينية, 250000 مؤمن في أوروبا، و 839000 مؤمن في أمريكا الشمالية اعتبارا من 1998.

### اليانية
1. سورينام 0.3%
2. فيجي 0.2%
3. كينيا 0.2%
4. الهند 0.033%

### الروحانية
1. كوبا 10.3%
2. جامايكا 10.2%
3. البرازيل 4.8%
4. سورينام 3.6%
5. هايتي 2.7%
6. جمهورية الدومينيكان 2.2%
7. البهاما 1.9%
8. نيكاراغوا 1.5%
9. ترينيداد وتوباغو 1.4%
10. غيانا 1.3%
11. فنزويلا 1.1%
12. كولومبيا 1.0%
13. بليز 1.0%
14. هندوراس 0.9%
15. بورتوريكو 0.7%
16. بنما 0.5%
17. آيسلندا 0.5%
18. غوادلوب 0.4%
19. الأرجنتين 0.2%
20. غواتيمالا 0.2%

المصدر: http://www.thearda.com/QuickLists/QuickList_50.asp نسخة محفوظة 5 مايو 2011 على موقع واي باك مشين.
لاحظ أن كل هذه الإحصائيات قادمة من مصدر واحد. مع ذلك، يعطي هذا المصدر مؤشرات نسبية لحجم تجمعات الروحانيون داخل كل بلد.

## من حيث عدد السكان

### المسيحيين

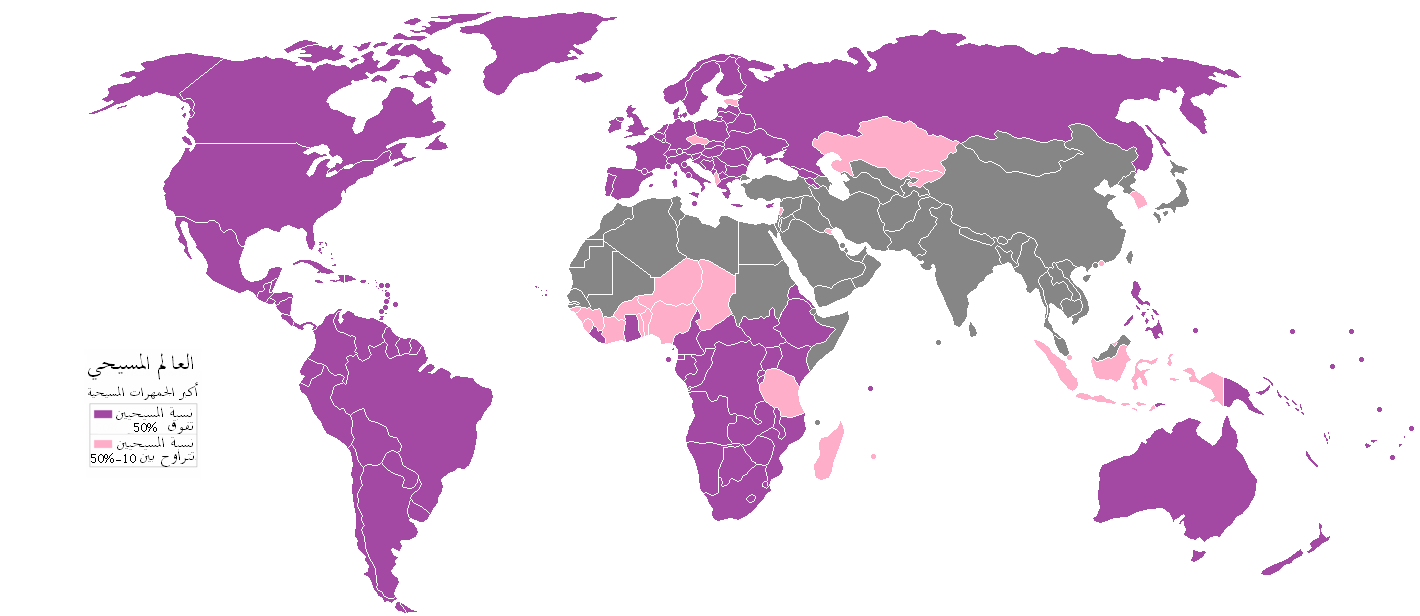
الدول التي يشكل فيها مسيحيون أكثر من نصف السكان، ويظهر باللون الوردي الدول التي يشكل فيها المسيحيين بين 10-49% من مجموع السكان.

أكبر تعداد سكاني للمسيحيين (اعتبارًا من 2011):
1. الولايات المتحدة 229,157,250[117]
2. البرازيل 169,213,130[118]
3. المكسيك 106,204,560[119]
4. فلبين 78,790,000[120]
5. روسيا 67,640,000[121]
6. نيجيريا 60,510,000[122]

1. الصين 67,070,000[122]
2. جمهورية الكونغو الديمقراطية 63,150,000[122]
3. فرنسا 55,948,600
4. إيطاليا 55,832,000
5. إثيوبيا 51,477,950
6. ألمانيا 50,752,580[123]
7. كولومبيا 44,502,000
8. أوكرانيا 41,973,000
9. جنوب أفريقيا 40,243,000
10. إسبانيا 38,568,000
11. بولندا 36,526,000
12. كينيا 33,625,790
13. الأرجنتين 33,497,100
14. المملكة المتحدة 33,200,417

العراق يبلغ عدد سكانه 42 مليون نسمة ، تم اجراء تعداد سكاني جديد في عام 2024

### البوذيين
| البلد                 | عدد السكان البوذيين تقريباً | % من نسبة التعداد السكاني للبلد | % من اجمالي عدد البوذيين حول العالم |
| --------------------- | -------------------------- | ------------------------------- | ----------------------------------- |
| الصين                 | 244,130,000                | 18.2%                           | 50.1%                               |
| تايلاند               | 64,420,000                 | 93.2%                           | 13.2%                               |
| اليابان               | 45,820,000                 | 36.2%                           | 9.4%                                |
| ميانمار               | 38,410,000                 | 80.1%                           | 7.9%                                |
| سريلانكا              | 14,450,000                 | 69.3%                           | 3%                                  |
| فيتنام                | 14,380,000                 | 16.4%                           | 2.9%                                |
| كمبوديا               | 13,690,000                 | 96.9%                           | 2.8%                                |
| كوريا الجنوبية        | 11,050,000                 | 22.9%                           | 2.3%                                |
| الهند                 | 9,250,000                  | 0.8%                            | 1.9%                                |
| ماليزيا               | 5,010,000                  | 17.7%                           | 1%                                  |
| مجموع الدول العشرة    | 460,620,000                | 15.3%                           | 94.5%                               |
| مجموع باقي دول العالم | 26,920,000                 | 0.7%                            | 5.5%                                |
| المجموع الكلي         | 487,540,000                | 7.1%                            | 100%                                |

### الهندوس
الدول صاحبة أكبر تعداد سكاني من الهندوس (اعتبارا من 2010):
1. الهند 957,636,314
2. نيبال 21,354,570
3. بنغلاديش 14,274,430
4. إندونيسيا 4,012,470[124]
5. باكستان 2,603,895
6. سريلانكا 2,554,606
7. ماليزيا 1,700,100
8. الولايات المتحدة 1,543,730
9. الإمارات العربية المتحدة 1,239,610
10. جنوب أفريقيا 749,870
11. موريشيوس 665,820
12. المملكة المتحدة 630,000
13. تنزانيا 403,570
14. كندا 333,901
15. الكويت 328,440
16. سنغافورة 264,370
17. فيجي 261,097[49]
18. ترينيداد وتوباغو 240,100[53]
19. ميانمار 203,000[125]
20. بوتان 177,100
21. ألمانيا 120,000

### اليهود
الدول صاحبة أكبر تعداد سكاني من اليهود (اعتبارًا من 2011):
1. الولايات المتحدة 6,588,065[126]
2. إسرائيل 5,907,500[127]
3. فرنسا 493,600
4. كندا 375,000[83]
5. المملكة المتحدة 291,000[83]
6. روسيا 194,000[83]
7. الأرجنتين 181,800[83]
8. ألمانيا 119,000[83]
9. أستراليا 97,300[128]
10. البرازيل 95,300[83]
11. أوكرانيا 70,200[83]
12. جنوب أفريقيا 67,000[83]
13. المجر 48,200[83]
14. المكسيك 39,200[83]
15. بلجيكا 30,000[83]
16. إيطاليا 28,200[83]
17. تشيلي 18,500[83]
18. تركيا 17,400[83]
19. أوروغواي 17,300[83]
20. بيلاروس 12,000[83]

### السيخ
الدول صاحبة أكبر تعداد سكاني من السيخ
1. الهند 22,892,600
2. المملكة المتحدة 853,000
3. كندا 620,200
4. الولايات المتحدة 500,010
5. ماليزيا 120,000
6. بنغلاديش 100,000
7. إيطاليا 70,000
8. تايلاند 70,000
9. ميانمار 70,000
10. الإمارات العربية المتحدة 50,000
11. ألمانيا 40,000
12. موريشيوس 37,700
13. أستراليا 35,000
14. باكستان 29,150
15. كينيا 20,000
16. الكويت 20,000
17. فلبين 20,000
18. نيوزيلندا 17,400
19. إندونيسيا 15,000
20. سنغافورة 14,500

### البهائيين
الدول صاحبة أكبر تعداد سكاني من البهائيين (اعتبارًا من 2010) في دول تعدادها السكاني ?200,000:
1. الهند 1,897,651
2. الولايات المتحدة 512,864
3. كينيا 422,782
4. فيتنام 388,802
5. جمهورية الكونغو الديمقراطية 282,916
6. الفلبين 275,069
7. إيران 251,127
8. زامبيا 241,112
9. جنوب أفريقيا 238,532
10. بوليفيا 215,359
11. تنزانيا 190,419
12. فنزويلا 169,811
13. أوغندا 95,098
14. تشاد 94,499
15. باكستان 87,259
16. ميانمار (بورما) 78,915
17. كولومبيا 70,504
18. ماليزيا 67,549
19. تايلاند 65,096
20. بابوا غينيا الجديدة 59,898

### اليانية
اعتبارًا من 2005:
1. الهند 5,146,697
2. الولايات المتحدة 79,459
3. كينيا 68,848
4. المملكة المتحدة 16,869
5. كندا 12,101
6. تنزانيا 9,002
7. نيبال 6,800
8. أوغندا 2,663
9. ميانمار 2,398
10. ماليزيا 2,052
11. جنوب أفريقيا 1,918
12. فيجي 1,573
13. اليابان 1,535
14. أستراليا 1,449
15. سورينام 1,217
16. لا ريونيون 981
17. بلجيكا 815
18. اليمن 229

## روابط خارجية
- الامة الأسيوية: الانتماء الديني بين الأميركيين الآسيويين
- اقوى 10 اديان
- وكالة BBC – المسلمون في أوروبا: دليل البلدان
- التسلسل الهرمي - إحصاءات السكان الكاثوليك حسب البلد[وصلة مكسورة]
- لادينية